# Quản Bạ (huyện)
Quản Bạ là một huyện miền núi biên giới thuộc tỉnh Hà Giang, Việt Nam.

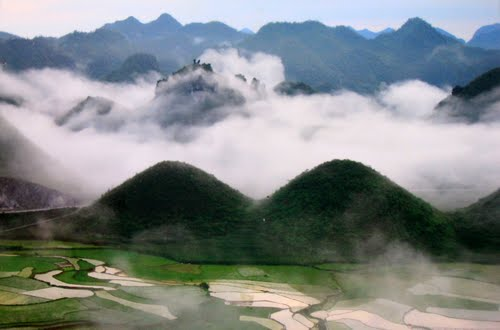
Núi Đôi Quản Bạ

## Địa lý
Huyện Quản Bạ nằm ở phía bắc tỉnh Hà Giang, có vị trí địa lý:
- Phía đông giáp huyện Yên Minh
- Phía tây và phía bắc giáp châu Văn Sơn, tỉnh Vân Nam, Trung Quốc
- Phía nam giáp huyện Vị Xuyên.

Huyện Quản Bạ có diện tích 553,7 km², dân số năm 2018 là 56.840 người, có 22 dân tộc cùng sinh sống, trong đó dân tộc H,Mông chiếm đa số. Huyện lỵ là thị trấn Tam Sơn nằm trên quốc lộ 4C, cách thành phố Hà Giang 46 km về hướng bắc, cách huyện Yên Minh 52 km về phía đông.

## Lịch sử
Địa phận huyện Quản Bạ ngày nay, xưa kia thuộc Bình Nguyên, Tuyên Quang.
Đến Thời Lê, huyện Bình Nguyên được đổi là Châu Vị Xuyên, thuộc Phủ Tương Yên, tỉnh Tuyên Quang.
Đến năm Minh Mạng thứ 16, vùng đất này được chia ra phía hữu sông Lô làm huyện Vĩnh Tuy, phía tả sông Lô làm huyện Vị Xuyên, gồm 5 tổng, 31 xã.
Dưới thời thực dân Pháp, năm 1891 phủ Tương Yên, trong đó có Châu Vị Xuyên đặt trong đạo quan binh Hà Giang được gọi là đạo quan binh thứ ba.
Năm 1900, Đạo quan binh Hà Giang đổi thành tỉnh Hà Giang. Về sau huyện Vị Xuyên lại được chia thành hai huyện: Vị Xuyên và Hoàng Su Phì. Vùng Quản Bạ là một tiểu khu gồm 7 xã của huyện Vị Xuyên: Quản Bạ, Quyết Tiến, Đông Hà, Thanh Vân, Cao Tả Tùng, Nghĩa Thuận, Thái An.
Ngày 15 tháng 12 năm 1962, Hội đồng Chính phủ ban hành Quyết định số 211-CP về việc thành lập huyện Quản Bạ trên cơ sở:
- Tách 7 xã: Cao Tả Tùng, Đông Hà, Nghĩa Thuận, Quản Bạ, Quyết Tiến, Thái An và Thanh Vân thuộc huyện Vị Xuyên
- Tách 3 xã: Bát Đại Sơn, Cán Tỷ và Lùng Tám thuộc huyện Đồng Văn.

Tháng 12 năm 1975, hợp nhất hai tỉnh Tuyên Quang và Hà Giang thành tỉnh Hà Tuyên, Quản Bạ là một huyện của tỉnh Hà Tuyên, gồm 13 xã: Bát Đại Sơn, Cán Tỷ, Cao Mã Pờ, Đông Hà, Lùng Tám, Nghĩa Hòa, Nghĩa Thuận, Quản Bạ, Quyết Tiến, Tả Ván, Thái An, Thanh Vân, Tùng Vài.
Ngày 14 tháng 5 năm 1981, Hội đồng Chính phủ ban hành Quyết định 185/1981/QĐ-CP về việc sáp nhập xã Nghĩa Hòa vào xã Nghĩa Thuận.
Năm 1991, khi tách trở lại thành Tuyên Quang và Hà Giang, Quản Bạ trở lại là huyện của tỉnh Hà Giang.
Ngày 20 tháng 8 năm 1999, Chính phủ ban hành Nghị định 74/1999/NĐ-CP về việc thành lập thị trấn Tam Sơn (thị trấn huyện lỵ huyện Quản Bạ) trên cơ sở 1.230 ha diện tích tự nhiên và 3.858 nhân khẩu của xã Quản Bạ.
Huyện Quản Bạ có 1 thị trấn và 12 xã như hiện nay.

## Hành chính
Huyện Quản Bạ có 13 đơn vị hành chính cấp xã trực thuộc, bao gồm thị trấn Tam Sơn (huyện lỵ) và 12 xã: Bát Đại Sơn, Cán Tỷ, Cao Mã Pờ, Đông Hà, Lùng Tám, Nghĩa Thuận, Quản Bạ, Quyết Tiến, Tả Ván, Thái An, Thanh Vân, Tùng Vài.

## Kinh tế - xã hội
Huyện Quản Bạ nằm trong danh sách các huyện nghèo của cả nước, nền kinh tế chủ yếu là nông nghiệp chăn nuôi, nhưng sản phẩm thương hiệu của huyện gồm hồng không hạt được trồng chủ yếu tại xã Nghĩa Thuận, rượu ngô Thanh Vân, thảo quả và các sản phẩm dược liệu trên rừng. Ngoài ra, huyện Quản Bạ còn có nghề truyền thống dệt lanh tại xã Lùng Tám.

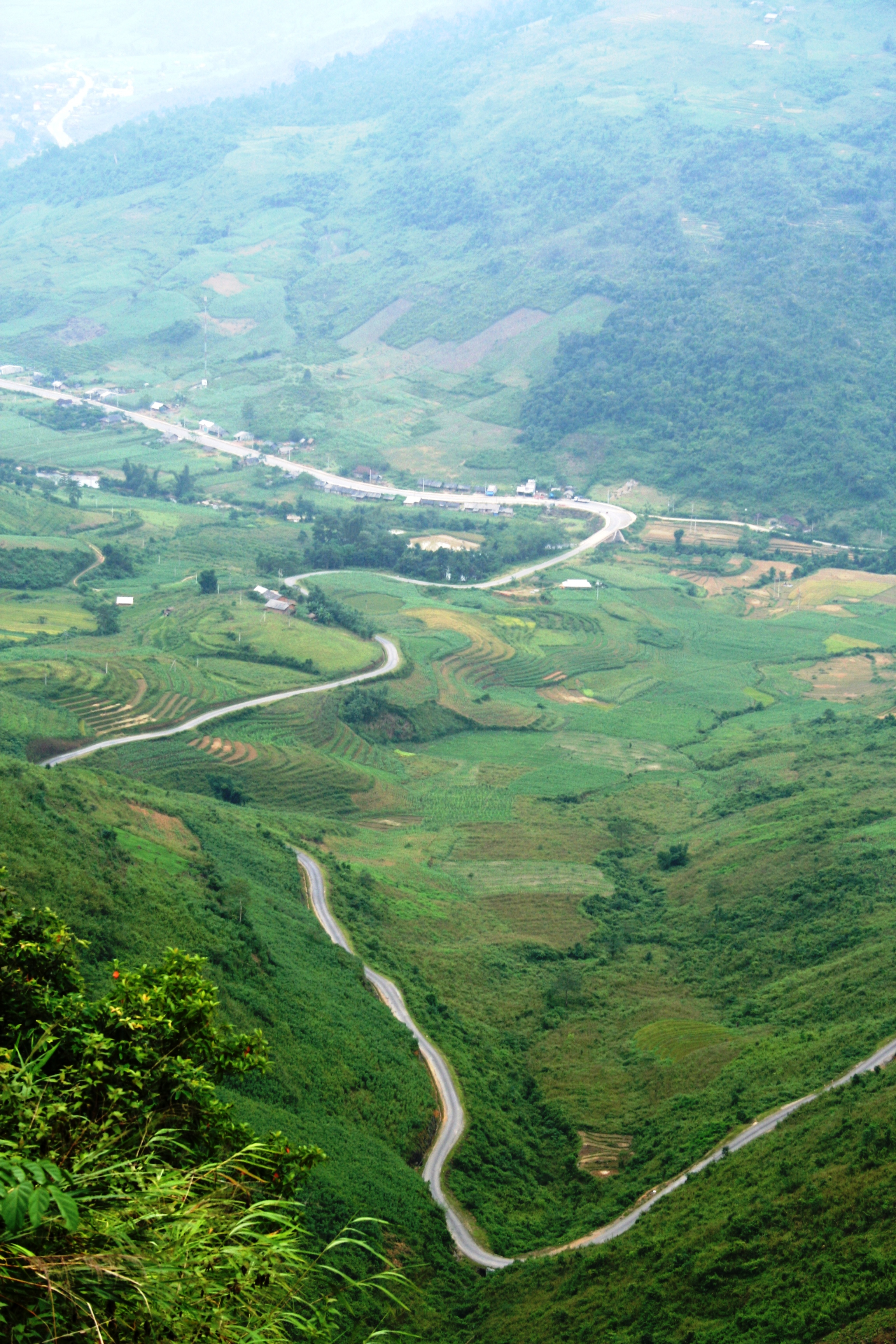
Đường lên Cổng trời Quản Bạ

## Du lịch
Hiện nay huyện Quản Bạ đang phát triển mạnh dịch vụ du lịch, là huyện cửa ngõ của Cao nguyên đá Đồng Văn, có nhiều thắng cảnh đẹp như Núi Đôi Quản Bạ, Hang Khố Mỷ, Hang Lùng Khúy, Cổng trời Quản Bạ và nét truyền thống của các dân tộc thiểu số trên địa bàn huyện. Quản Bạ nằm trong quy hoạch phát triển Cao nguyên đá Đồng Văn của tỉnh Hà Giang.